# Medalhistas olímpicos do tênis

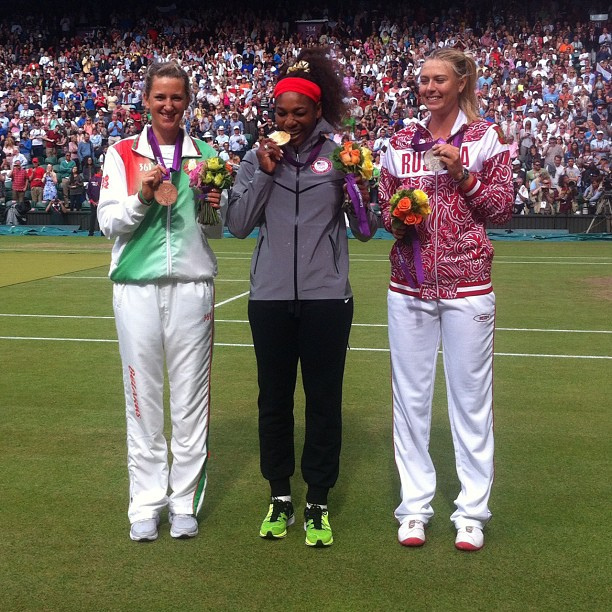
Medalhistas de simples feminino em Londres 2012.

Esta é a lista de medalhistas do tênis nos Jogos Olímpicos de Verão.

## Por ano
| Legenda |
| ------- |
| Ouro    |
| Prata   |
| Bronze  |

### Outdoor

#### 2024–1988
| Ano  | Cidade-sede    | Simples                   | Simples                     | Duplas                                     | Duplas                                                 | Duplas                                           |
| Ano  | Cidade-sede    | Masculinos                | Femininos                   | Masculinos                                 | Femininos                                              | Mistos                                           |
| ---- | -------------- | ------------------------- | --------------------------- | ------------------------------------------ | ------------------------------------------------------ | ------------------------------------------------ |
| 2024 | Paris          | SRB Novak Djokovic        | CHN Zheng Qinwen            | AUS Matthew Ebden AUS John Peers           | ITA Jasmine Paolini ITA Sara Errani                    | CZE Kateřina Siniaková CZE Tomáš Macháč          |
| 2024 | Paris          | ESP Carlos Alcaraz        | CRO Donna Vekić             | USA Austin Krajicek USA Rajeev Ram         | AIN Mirra Andreeva AIN Diana Shnaider                  | CHN Wang Xinyu CHN Zhang Zhizhen                 |
| 2024 | Paris          | ITA Lorenzo Musetti       | POL Iga Świątek             | USA Taylor Fritz USA Tommy Paul            | ESP Cristina Bucșa ESP Sara Sorribes Tormo             | CAN Gabriela Dabrowski CAN Félix Auger-Aliassime |
| 2020 | Tóquio         | GER Alexander Zverev      | SUI Belinda Bencic          | CRO Nikola Mektić CRO Mate Pavić           | CZE Barbora Krejčíková CZE Kateřina Siniaková          | ROC Anastasia Pavlyuchenkova ROC Andrey Rublev   |
| 2020 | Tóquio         | ROC Karen Khachanov       | CZE Markéta Vondroušová     | CRO Marin Čilić CRO Ivan Dodig             | SUI Belinda Bencic SUI Viktorija Golubic               | ROC Elena Vesnina ROC Aslan Karatsev             |
| 2020 | Tóquio         | ESP Pablo Carreño Busta   | UKR Elina Svitolina         | NZL Marcus Daniell NZL Michael Venus       | BRA Laura Pigossi BRA Luisa Stefani                    | AUS Ashleigh Barty AUS John Peers                |
| 2016 | Rio de Janeiro | GBR Andy Murray           | PUR Mónica Puig             | ESP Marc López ESP Rafael Nadal            | RUS Ekaterina Makarova RUS Elena Vesnina               | USA Bethanie Mattek-Sands USA Jack Sock          |
| 2016 | Rio de Janeiro | ARG Juan Martín del Potro | GER Angelique Kerber        | ROU Florin Mergea ROU Horia Tecău          | SUI Timea Bacsinszky SUI Martina Hingis                | USA Venus Williams USA Rajeev Ram                |
| 2016 | Rio de Janeiro | JPN Kei Nishikori         | CZE Petra Kvitová           | USA Steve Johnson USA Jack Sock            | CZE Lucie Šafářová CZE Barbora Strýcová                | CZE Lucie Hradecká CZE Radek Stepanek            |
| 2012 | Londres        | GBR Andy Murray           | USA Serena Williams         | USA Bob Bryan USA Mike Bryan               | USA Serena Williams USA Venus Williams                 | BLR Victoria Azarenka BLR Max Mirnyi             |
| 2012 | Londres        | SUI Roger Federer         | RUS Maria Sharapova         | FRA Michaël Llodra FRA Jo-Wilfried Tsonga  | CZE Andrea Hlaváčková CZE Lucie Hradecká               | GBR Laura Robson GBR Andy Murray                 |
| 2012 | Londres        | ARG Juan Martín del Potro | BLR Victoria Azarenka       | FRA Julien Benneteau FRA Richard Gasquet   | RUS Maria Kirilenko RUS Nadia Petrova                  | USA Lisa Raymond USA Mike Bryan                  |
| 2008 | Pequim         | ESP Rafael Nadal          | RUS Elena Dementieva        | SUI Roger Federer SUI Stanislas Wawrinka   | USA Serena Williams USA Venus Williams                 |                                                  |
| 2008 | Pequim         | CHI Fernando González     | RUS Dinara Safina           | SWE Simon Aspelin SWE Thomas Johansson     | ESP Anabel Medina Garrigues ESP Virginia Ruano Pascual |                                                  |
| 2008 | Pequim         | SRB Novak Djokovic        | RUS Vera Zvonareva          | USA Bob Bryan USA Mike Bryan               | CHN Yan Zi CHN Zheng Jie                               |                                                  |
| 2004 | Atenas         | CHI Nicolás Massú         | BEL Justine Henin-Hardenne  | CHI Fernando González CHI Nicolás Massú    | CHN Li Ting CHN Sun Tiantian                           |                                                  |
| 2004 | Atenas         | USA Mardy Fish            | FRA Amélie Mauresmo         | GER Nicolas Kiefer GER Rainer Schüttler    | ESP Conchita Martínez ESP Virginia Ruano Pascual       |                                                  |
| 2004 | Atenas         | CHI Fernando González     | AUS Alicia Molik            | CRO Mario Ančić CRO Ivan Ljubičić          | ARG Paola Suárez ARG Patricia Tarabini                 |                                                  |
| 2000 | Sydney         | RUS Yevgeny Kafelnikov    | USA Venus Williams          | CAN Sébastien Lareau CAN Daniel Nestor     | USA Serena Williams USA Venus Williams                 |                                                  |
| 2000 | Sydney         | GER Tommy Haas            | RUS Elena Dementieva        | AUS Todd Woodbridge AUS Mark Woodforde     | NED Kristie Boogert NED Miriam Oremans                 |                                                  |
| 2000 | Sydney         | FRA Arnaud Di Pasquale    | USA Monica Seles            | ESP Àlex Corretja ESP Albert Costa         | BEL Els Callens BEL Dominique Van Roost                |                                                  |
| 1996 | Atlanta        | USA Andre Agassi          | USA Lindsay Davenport       | AUS Todd Woodbridge AUS Mark Woodforde     | USA Gigi Fernández USA Mary Joe Fernández              |                                                  |
| 1996 | Atlanta        | ESP Sergi Bruguera        | ESP Arantxa Sánchez Vicario | GBR Neil Broad GBR Tim Henman              | CZE Jana Novotná CZE Helena Suková                     |                                                  |
| 1996 | Atlanta        | IND Leander Paes          | CZE Jana Novotná            | GER Marc-Kevin Goellner GER David Prinosil | ESP Conchita Martínez ESP Arantxa Sánchez Vicario      |                                                  |
| 1992 | Barcelona      | SUI Marc Rosset           | USA Jennifer Capriati       | GER Boris Becker GER Michael Stich         | USA Gigi Fernández USA Mary Joe Fernández              |                                                  |
| 1992 | Barcelona      | ESP Jordi Arrese          | GER Steffi Graf             | RSA Wayne Ferreira RSA Piet Norval         | ESP Conchita Martínez ESP Arantxa Sánchez Vicario      |                                                  |
| 1992 | Barcelona      | EUN Andrei Cherkasov      | USA Mary Joe Fernández      | CRO Goran Ivanišević CRO Goran Prpić       | AUS Rachel McQuillan AUS Nicole Provis                 |                                                  |
| 1992 | Barcelona      | CRO Goran Ivanišević      | ESP Arantxa Sánchez Vicario | ARG Javier Frana ARG Christian Miniussi    | EUN Leila Meskhi EUN Natasha Zvereva                   |                                                  |
| 1988 | Seul           | TCH Miloslav Mečíř        | FRG Steffi Graf             | USA Ken Flach USA Robert Seguso            | USA Zina Garrison USA Pam Shriver                      |                                                  |
| 1988 | Seul           | USA Tim Mayotte           | ARG Gabriela Sabatini       | ESP Sergio Casal ESP Emilio Sánchez        | TCH Jana Novotná TCH Helena Suková                     |                                                  |
| 1988 | Seul           | SWE Stefan Edberg         | USA Zina Garrison           | TCH Miloslav Mečíř TCH Milan Šrejber       | AUS Elizabeth Smylie AUS Wendy Turnbull                |                                                  |
| 1988 | Seul           | USA Brad Gilbert          | BUL Manuela Maleeva         | SWE Stefan Edberg SWE Anders Järryd        | FRG Steffi Graf FRG Claudia Kohde-Kilsch               |                                                  |

#### 1924–1896
| Ano  | Cidade-sede | Simples                   | Simples                                             | Duplas                                          | Duplas                                        | Duplas                                      |
| Ano  | Cidade-sede | Masculinos                | Femininos                                           | Masculinos                                      | Femininos                                     | Mistos                                      |
| ---- | ----------- | ------------------------- | --------------------------------------------------- | ----------------------------------------------- | --------------------------------------------- | ------------------------------------------- |
| 1924 | Paris       | USA Vincent Richards      | USA Helen Wills                                     | USA Francis Hunter USA Vincent Richards         | USA Hazel Wightman USA Helen Wills            | USA Hazel Wightman USA Richard Williams     |
| 1924 | Paris       | FRA Henri Cochet          | FRA Julie Vlasto                                    | FRA Jacques Brugnon FRA Henri Cochet            | GBR Phyllis Covell GBR Kathleen McKane        | USA Marion Jessup USA Vincent Richards      |
| 1924 | Paris       | ITA Umberto De Morpurgo   | GBR Kathleen McKane                                 | FRA Jean Borotra FRA René Lacoste               | GBR Evelyn Colyer GBR Dorothy Shepherd-Barron | NED Kornelia Bouman NED Hendrik Timmer      |
| 1920 | Antuérpia   | RSA Louis Raymond         | FRA Suzanne Lenglen                                 | GBR Oswald Turnbull GBR Max Woosnam             | GBR Kathleen McKane GBR Winifred McNair       | FRA Suzanne Lenglen FRA Max Decugis         |
| 1920 | Antuérpia   | JPN Ichiya Kumagae        | GBR Dorothy Holman                                  | JPN Seiichiro Kashio JPN Ichiya Kumagae         | GBR Geraldine Beamish GBR Dorothy Holman      | GBR Kathleen McKane GBR Max Woosnam         |
| 1920 | Antuérpia   | RSA Charles Winslow       | GBR Kathleen McKane                                 | FRA Pierre Albarran FRA Max Decugis             | FRA Élisabeth d'Ayen FRA Suzanne Lenglen      | TCH Milada Skrbková TCH Ladislav Žemla      |
| 1912 | Estocolmo   | RSA Charles Winslow       | FRA Marguerite Broquedis                            | RSA Harold Kitson RSA Charles Winslow           |                                               | GER Dorothea Köring GER Heinrich Schomburgk |
| 1912 | Estocolmo   | RSA Harold Kitson         | GER Dorothea Köring                                 | AUT Felix Pipes AUT Arthur Zborzil              | SWE Sigrid Fick SWE Gunnar Setterwall         |                                             |
| 1912 | Estocolmo   | GER Oscar Kreuzer         | NOR Molla Bjurstedt                                 | FRA Albert Canet FRA Edouard Mény de Marangue   | FRA Marguerite Broquedis FRA Albert Canet     |                                             |
| 1908 | Londres     | GBR Josiah Ritchie        | GER Dorothea Lambert Chambers                       | GBR Reginald Doherty GBR George Hillyard        |                                               |                                             |
| 1908 | Londres     | GER Otto Froitzheim       | GBR Dora Boothby                                    | GBR James Parke GBR Josiah Ritchie              |                                               |                                             |
| 1908 | Londres     | GBR Wilberforce Eaves     | GBR Ruth Winch                                      | GBR Clement Cazalet GBR Charles Dixon           |                                               |                                             |
| 1904 | St. Louis   | USA Beals Wright          |                                                     | USA Edgar Leonard USA Beals Wright              |                                               |                                             |
| 1904 | St. Louis   | USA Robert LeRoy          | USA Alphonzo Bell USA Robert LeRoy                  |                                                 |                                               |                                             |
| 1904 | St. Louis   | USA Alphonzo Bell         | USA Clarence Gamble USA Arthur Wear                 |                                                 |                                               |                                             |
| 1904 | St. Louis   | USA Edgar Leonard         | USA Joseph Wear USA Allen West                      |                                                 |                                               |                                             |
| 1900 | Paris       | GBR Laurence Doherty      | GBR Charlotte Cooper                                | GBR Laurence Doherty GBR Reginald Doherty       |                                               | GBR Charlotte Cooper GBR Reginald Doherty   |
| 1900 | Paris       | GBR Harold Mahony         | FRA Hélène Prévost                                  | ZZX Max Decugis ZZX Basil Spalding de Garmendia | ZZX Hélène Prévost ZZX Harold Mahony          |                                             |
| 1900 | Paris       | GBR Reginald Doherty      | USA Marion Jones                                    | FRA Georges de la Chapelle FRA André Prévost    | ZZX Hedwiga Rosenbaumová ZZX Archibald Warden |                                             |
| 1900 | Paris       | GBR Arthur Norris         | BOH Hedwiga Rosenbaumová                            | GBR Harold Mahony GBR Arthur Norris             | ZZX Marion Jones ZZX Laurence Doherty         |                                             |
| 1896 | Atenas      | GBR John Pius Boland      |                                                     | ZZX John Pius Boland ZZX Friedrich Traun        |                                               |                                             |
| 1896 | Atenas      | GRE Dionysios Kasdaglis   | GRE Dionysios Kasdaglis GRE Demetrios Petrokokkinos |                                                 |                                               |                                             |
| 1896 | Atenas      | HUN Momcsilló Tapavicza   | ZZX Edwin Flack ZZX George S. Robertson             |                                                 |                                               |                                             |
| 1896 | Atenas      | GRE Konstantinos Paspatis | ZZX Edwin Flack ZZX George S. Robertson             |                                                 |                                               |                                             |

### Indoor (extinto)
| Ano  | Cidade-sede | Simples             | Simples                   | Duplas                                    | Duplas                                        | Duplas |
| Ano  | Cidade-sede | Masculinos          | Femininos                 | Masculinos                                | Mistos                                        |        |
| ---- | ----------- | ------------------- | ------------------------- | ----------------------------------------- | --------------------------------------------- | ------ |
| 1912 | Estocolmo   | FRA André Gobert    | GBR Edith Hannam          | FRA Maurice Germot FRA André Gobert       | GBR Edith Hannam GBR Charles Dixon            |        |
| 1912 | Estocolmo   | GBR Charles Dixon   | DEN Sofie Castenschiold   | SWE Carl Kempe SWE Gunnar Setterwall      | GBR Helen Aitchison GBR Herbert Roper Barrett |        |
| 1912 | Estocolmo   | ANZ Anthony Wilding | GBR Mabel Parton          | GBR Alfred Beamish GBR Charles Dixon      | SWE Sigrid Fick SWE Gunnar Setterwall         |        |
| 1908 | Londres     | GBR Arthur Gore     | GBR Gladys Eastlake-Smith | GBR Herbert Roper Barrett GBR Arthur Gore |                                               |        |
| 1908 | Londres     | GBR George Caridia  | GBR Alice Greene          | GBR George Caridia GBR George Simond      |                                               |        |
| 1908 | Londres     | GBR Josiah Ritchie  | SWE Märtha Adlerstråhle   | SWE Wollmar Boström SWE Gunnar Setterwall |                                               |        |

## Estatísticas

### Múltiplos medalhistas

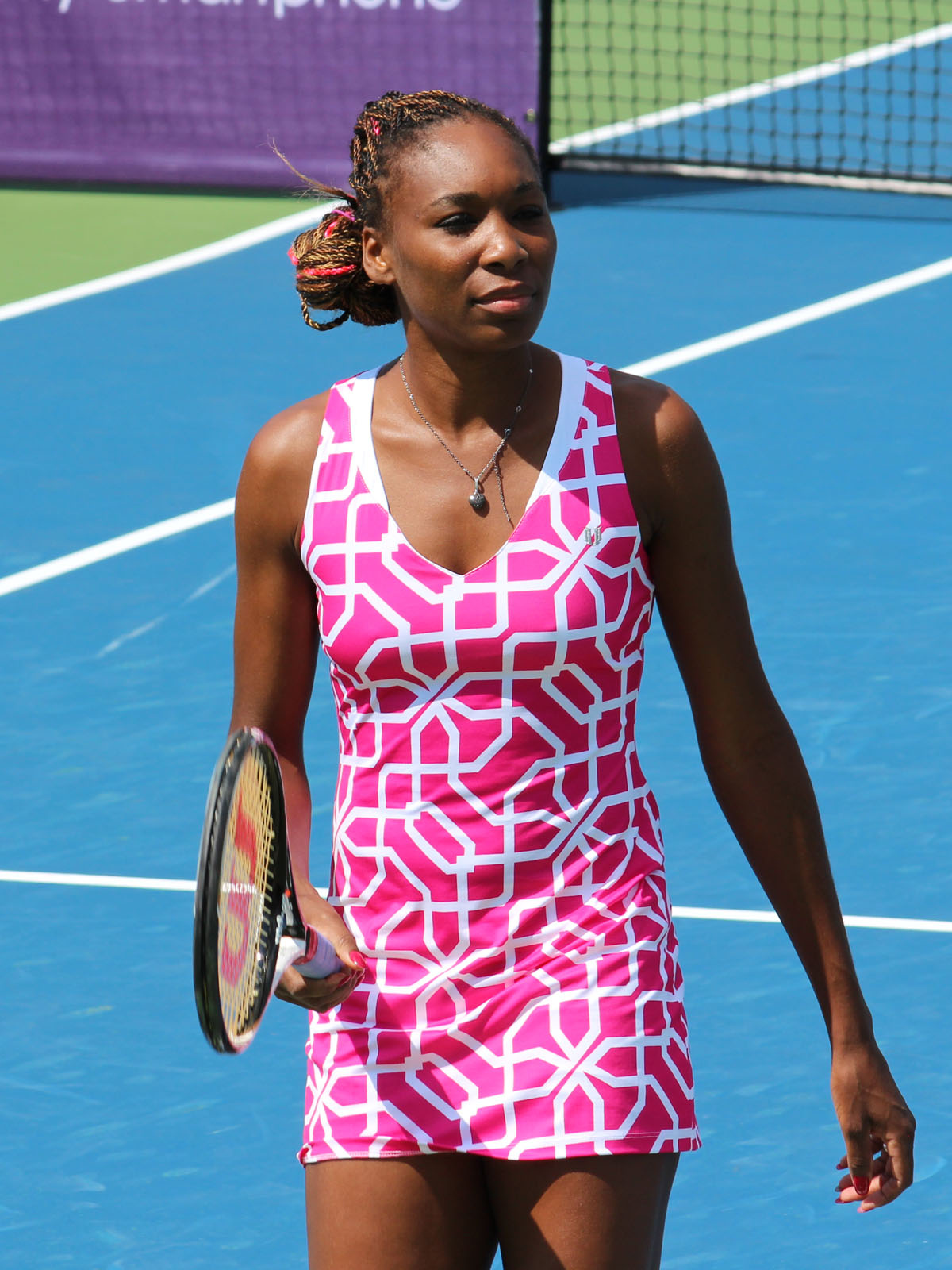
Venus Williams é a tenista com mais medalhas em Jogos Olímpicos.

|   | CON                     | Medalha de ouro | Medalha de prata | Medalha de bronze |
| - | ----------------------- | --------------- | ---------------- | ----------------- |
| 5 | Venus Williams          | 4               | 1                | 0                 |
| 4 | Serena Williams         | 4               | 0                | 0                 |
| 4 | Reginald Doherty        | 3               | 0                | 1                 |
| 3 | Vincent Richards        | 2               | 1                | 0                 |
| 3 | Andy Murray             | 2               | 1                | 0                 |
| 3 | Laurence Doherty        | 2               | 0                | 1                 |
| 3 | Mary Joe Fernández      | 2               | 0                | 1                 |
| 3 | Suzanne Lenglen         | 2               | 0                | 1                 |
| 3 | Charles Winslow         | 2               | 0                | 1                 |
| 2 | Kateřina Siniaková      | 2               | 0                | 0                 |
| 2 | Rafael Nadal            | 2               | 0                | 0                 |
| 2 | John Pius Boland        | 2               | 0                | 0                 |
| 2 | Charlotte Cooper        | 2               | 0                | 0                 |
| 2 | Gigi Fernández          | 2               | 0                | 0                 |
| 2 | André Gobert            | 2               | 0                | 0                 |
| 2 | Arthur Gore             | 2               | 0                | 0                 |
| 2 | Edith Hannam            | 2               | 0                | 0                 |
| 2 | Nicolás Massú           | 2               | 0                | 0                 |
| 2 | Hazel Wightman          | 2               | 0                | 0                 |
| 2 | Helen Wills Moody       | 2               | 0                | 0                 |
| 2 | Beals Wright            | 2               | 0                | 0                 |
| 5 | Kathleen McKane Godfree | 1               | 2                | 2                 |
| 4 | Charles Dixon           | 1               | 1                | 2                 |
| 3 | Max Décugis             | 1               | 1                | 1                 |
| 3 | Fernando González       | 1               | 1                | 1                 |
| 3 | Steffi Graf             | 1               | 1                | 1                 |
| 3 | Major Ritchie           | 1               | 1                | 1                 |
| 2 | Herbert Barrett         | 1               | 1                | 0                 |
| 2 | Belinda Bencic          | 1               | 1                | 0                 |
| 2 | Elena Dementieva        | 1               | 1                | 0                 |
| 2 | Roger Federer           | 1               | 1                | 0                 |
| 2 | Harold Kitson           | 1               | 1                | 0                 |
| 2 | Dorothea Köring         | 1               | 1                | 0                 |
| 2 | Elena Vesnina           | 1               | 1                | 0                 |
| 2 | Todd Woodbridge         | 1               | 1                | 0                 |
| 2 | Mark Woodforde          | 1               | 1                | 0                 |
| 2 | Max Woosnam             | 1               | 1                | 0                 |
| 3 | Mike Bryan              | 1               | 0                | 2                 |
| 2 | Novak Djokovic          | 1               | 0                | 1                 |
| 2 | John Peers              | 1               | 0                | 1                 |
| 2 | Victoria Azarenka       | 1               | 0                | 1                 |
| 2 | Jack Sock               | 1               | 0                | 1                 |
| 2 | Marguerite Broquedis    | 1               | 0                | 1                 |
| 2 | Bob Bryan               | 1               | 0                | 1                 |
| 2 | Zina Garrison           | 1               | 0                | 1                 |
| 2 | Edgar Leonard           | 1               | 0                | 1                 |
| 2 | Miloslav Mečíř          | 1               | 0                | 1                 |
| 2 | Jack Sock               | 1               | 0                | 1                 |
| 4 | Arantxa Sánchez Vicario | 0               | 2                | 2                 |
| 3 | Harold Mahony           | 0               | 2                | 1                 |
| 3 | Conchita Martínez       | 0               | 2                | 1                 |
| 3 | Jana Novotná            | 0               | 2                | 1                 |
| 2 | Rajeev Ram              | 0               | 2                | 0                 |
| 2 | George Caridia          | 0               | 2                | 0                 |
| 2 | Henri Cochet            | 0               | 2                | 0                 |
| 2 | Dorothy Holman          | 0               | 2                | 0                 |
| 2 | Dionysios Kasdaglis     | 0               | 2                | 0                 |
| 2 | Ichiya Kumagae          | 0               | 2                | 0                 |
| 2 | Robert LeRoy            | 0               | 2                | 0                 |
| 2 | Yvonne Prévost          | 0               | 2                | 0                 |
| 2 | Virginia Ruano Pascual  | 0               | 2                | 0                 |
| 2 | Helena Suková           | 0               | 2                | 0                 |
| 2 | Alphonzo Bell           | 0               | 1                | 1                 |
| 2 | Sigrid Fick             | 0               | 1                | 1                 |
| 2 | Juan Martín del Potro   | 0               | 1                | 1                 |
| 2 | Lucie Hradecká          | 0               | 1                | 1                 |
| 2 | Albert Canet            | 0               | 0                | 2                 |
| 2 | Stefan Edberg           | 0               | 0                | 2                 |
| 2 | Goran Ivanišević        | 0               | 0                | 2                 |
| 2 | Marion Jones            | 0               | 0                | 2                 |
| 2 | Arthur Norris           | 0               | 0                | 2                 |
| 2 | Hedwiga Rosenbaumová    | 0               | 0                | 2                 |